# Les Aventures de Fred et Bob
Les Aventures de Fred et Bob est une série de bande dessinée d'aventure française écrite par Thierry Cailleteau et dessinée et coloriée par Olivier Vatine. 
Les deux auteurs sont représentés sous les traits de leurs héros, Fred étant Cailleteau et Bob étant Vatine. Ceci est tout particulièrement remarquable dans l'épisode "Fred et Bob font de la planche" où ils participent à un concours de bande dessinée. Les décors correspondent aussi à ceux de leur jeunesse, seule l'époque a été transposée, les aventures de Fred et Bob se déroulant dans les années cinquante, une période où les auteurs n'étaient pas encore nés.

## Albums
- Les Aventures de Fred et Bob, Delcourt :

1. Galères balnéaires, 1986  (ISBN 2906187003).
2. L'Enfer de la drague, 1987  (ISBN 2906187054).

- Les Aventures de Fred et Bob (intégrale), Delcourt, 2001,  (ISBN 2-84055-694-4).

### Documentation
- Jean-Pierre Fuéri, « Les aventuriers de l'âge perdu », BoDoï, no 43,‎ juillet 2001, p. 12.